# ドーハ国際空港
ドーハ国際空港（アラビア語: مطار الدوحة الدولي）は、カタールの首都ドーハにある国際空港である。
2014年5月27日ハマド国際空港の完成により、民間航空便の業務は全てハマド国際空港へ移転した。その後、2022 FIFAワールドカップがカタールで開催されるのに伴い、航空便の増大に対応するため、2022年9月より一部の商用フライトが本空港を利用している。

## 概要
かつてはカタール唯一の国際空港であった。

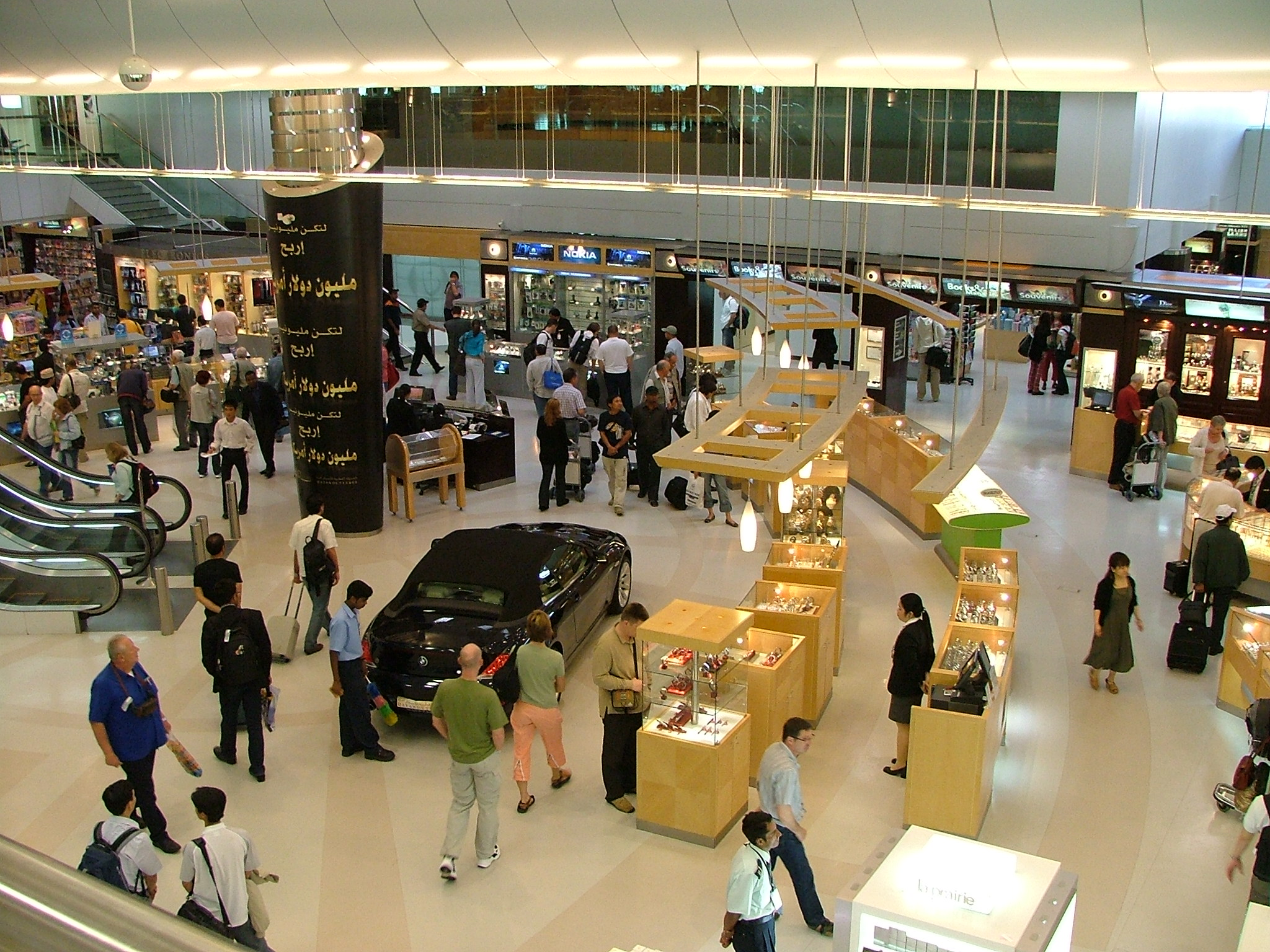
ドーハ国際空港の免税店

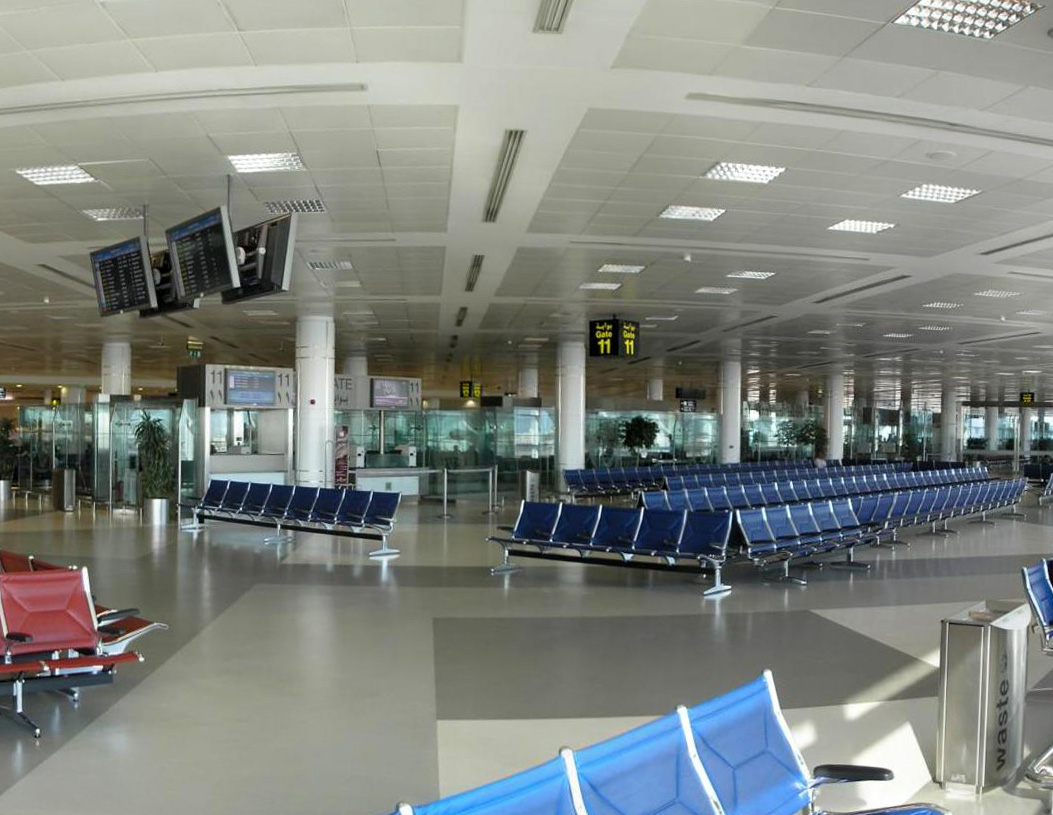
ドーハ国際空港の搭乗エリア

ターミナルビルは、出発ターミナル兼トランジット・ターミナル、到着ターミナルと分かれており、ボーディング・ブリッジは無く乗客は専用バスにより駐機場との間を移動していた。
2013年12月1日より、貨物便は全てハマド国際空港に移転した。2014年4月30日より、一部旅客便がハマド国際空港へ移転、同年5月27日には、全ての民間航空便がハマド国際空港へ移転した。
IATA空港コードはDOH だったが、このコードは新しく開港したハマド国際空港に引き継がれ、現在のコードはDIAである。

## 移転前の就航路線
| 航空会社                       | 就航地                                                             | ターミナル |
| ------------------------------ | ------------------------------------------------------------------ | ---------- |
| エア・アラビア                 | シャールジャ                                                       | B          |
| エア・インディア・エクスプレス | ムンバイ、マンガロール、コーチ、カリカット、ティルヴァナンタプラム | B          |
| ビーマン・バングラデシュ航空   | ダッカ、チッタゴン（ダッカ経由）、シレット（ダッカ経由）           | B          |
| エジプト航空                   | カイロ                                                             | B          |
| エミレーツ航空                 | ドバイ                                                             | B          |
| エティハド航空                 | アブダビ                                                           | B          |
| フライドバイ                   | ドバイ                                                             | B          |
| ガルフ・エア                   | バーレーン                                                         | B          |
| イラン航空                     | シーラーズ                                                         | B          |
| イラン・アーセマーン航空       | バンダレ・アッバース、ラーメルド、テヘラン/エマーム・ホメイニー    | B          |
| ジェットエアウェイズ           | コーチ、デリー、ムンバイ                                           | B          |
| KLMオランダ航空                | アムステルダム                                                     | B          |
| クウェート航空                 | クウェート                                                         | B          |
| ルフトハンザドイツ航空         | フランクフルト                                                     | B          |
| ミドルイースト航空             | ベイルート                                                         | B          |
| ネパール航空                   | カトマンズ                                                         | B          |
| オマーン・エア                 | マスカット                                                         | B          |
| パキスタン国際航空             | イスラマバード、カラチ、ラホール、ペシャーワル                     | B          |
| ペガサス航空                   | イスタンブル/サビハ・ギョクチェン                                  | B          |
| RAKエアウェイズ                | ラアス・アル=ハイマ                                                | B          |
| サウディア                     | ジッダ、リヤド                                                     | B          |
| シャーヒーン航空               | ペシャワル                                                         | B          |
| スーダン航空                   | アブダビ、ハルツーム                                               | B          |
| シリア・アラブ航空             | ダマスカス                                                         | B          |
| トルコ航空                     | イスタンブル/アタテュルク                                          | B          |
| ユナイテッド航空               | ドバイ、ワシントンD.C.                                             | B          |
| イエメニア                     | クウェート、サナア                                                 | B          |

## 移転前の旅客便就航都市一覧

### アジア
中東
- アラブ首長国連邦 : ドバイ、アブダビ、ラアス・アル＝ハイマ、シャールジャ
- バーレーン : バーレーン
- サウジアラビア : リヤド、ジッダ
- オマーン : マスカット
- クウェート : クウェートシティ
- シリア ：ダマスカス
- レバノン : ベイルート
- イエメン : サナア
- トルコ : イスタンブール
- イラン : テヘラン、シーラーズ、バンダレ・アッバース、ラーマルド（英語版）

南アジア
- パキスタン : カラチ、ラホール、イスラマバード、ペシャワル
- インド : デリー、ムンバイ、コーチ、カリカット、ティルヴァナンタプラム、マンガロール
- バングラデシュ : ダッカ、チッタゴン、シレット
- ネパール : カトマンズ

### ヨーロッパ
西欧
- ドイツ : フランクフルト
- オランダ : アムステルダム

### アフリカ
- エジプト : カイロ
- スーダン : ハルツーム

### 北米
- アメリカ合衆国 : ワシントンD.C.

## 事故
- 1979年3月14日 - 悪天候の中、アンマンから飛行してきたアリア＝ロイヤル・ヨルダン航空600便が着陸に失敗して滑走路に墜落。乗員乗客64人中45人が死亡した。死者には日本人2人を含む[5]。